# Caryonopera mainty
Caryonopera mainty là một loài bướm đêm trong họ Noctuidae.